# Borjana Stojanova
Borjana Petrova Stojanova (in bulgaro Боряна Стоянова?; 3 novembre 1969) è un'ex ginnasta bulgara.

## Palmarès

### Mondiali
- 2 medaglie:
  - 1 oro (Budapest 1983 nel volteggio)
  - 1 bronzo (Budapest 1983 nel corpo libero)

### Europei
- 2 medaglie:
  - 2 bronzi (Göteborg 1983 nel corpo libero; Göteborg 1983 nel volteggio)